# Tandis que j'agonise (film)
Ne doit pas être confondu avec As I Lay Dying.
Pour plus de détails, voir Fiche technique et Distribution.
Tandis que j'agonise (As I Lay Dying) est un film américain réalisé par James Franco, sorti en 2013. Il s'agit de l'adaptation du roman homonyme de William Faulkner, publié en français sous le titre Tandis que j'agonise.
Il a été présenté au Festival de Cannes 2013, dans la section Un certain regard.

## Synopsis
Après le décès de sa femme Addie, Anse Bundren et ses cinq enfants (Cash, Darl, Jewel, Dewey Dell et Vardaman) traversent l'État du Mississippi pour accompagner la défunte jusqu'à Jefferson, sa ville natale. Les Bundren quittent donc la ferme familiale avec le cercueil sur une charrette.

## Fiche technique
- Titre original : As I Lay Dying
- Titre français : Tandis que j'agonise[1]
- Réalisation : James Franco
- Scénario : James Franco, d'après le roman Tandis que j'agonise de William Faulkner
- Direction artistique : Eric Morrell
- Décors : Kristen Adams
- Costumes : Caroline Eselin (it)
- Photographie : Christina Voros
- Montage : Ian Olds
- Production : Caroline Aragon, Caroline Aragon, Vince Jolivette, Avi Lerner, Miles Levy, Matthew O'Toole et Robert Van Norden

Producteurs délégués : Heidi Jo Markel, Lonnie Ramati (co)
Producteur exécutif : Kirk Michael Fellows
- Sociétés de production : Lee Caplin / Picture Entertainment et RabbitBandini Productions
- Sociétés de distribution :

 États-Unis : Millennium Entertainment
 France : Metropolitan Filmexport
- Pays d'origine :  États-Unis
- Langue originale : anglais
- Format : couleur - 35 mm - 2,35:1 - son Dolby numérique
- Genre : Drame et historique
- Durée : 120 minutes
- Dates de sortie[4] :

 France : mai 2013 (Festival de Cannes 2013 - Un certain regard)
 France : 9 octobre 2013
 États-Unis : 22 octobre 2013 (sortie en VOD)
 États-Unis : 5 novembre 2013 (sortie en vidéo)

## Distribution
- James Franco : Darl Bundren
- Logan Marshall-Green : Jewel
- Danny McBride : Vernon Tull
- Tim Blake Nelson : Anse
- Ahna O'Reilly : Dewey Dell
- Beth Grant : Addie Bundren
- Jim Parrack : Cash
- Jesse Heiman : Jody
- Casey Dillard : Addie, jeune
- Scott Haze : Skeet MacGowan
- Jessica Lemon Wilkinson : Mme Armstid
- Brian Lally : Dr. Peabody
- Cameron Spann : Lafe
- Kenny Cook : Grummet
- Brady Permenter : Vardaman Bundren

## Distinctions

### Récompenses
- Chlotrudis Awards 2014 : Meilleure distribution, Meilleur scénario adapté

### Sélection
- Festival de Cannes 2013 : sélection « Un certain regard »

## Production

### Tournage
Le film a été tourné à Canton dans l'État du Mississippi.